# Trenčínská župa (Československo)
Trenčínská župa (slovensky Trenčianska župa) byla jedna ze žup, jednotek územní správy na Slovensku v rámci prvorepublikového Československa. Byla vytvořena při vzniku Československa z uherské Trenčínské župy. Existovala v letech 1918–1922, měla rozlohu 4 457 km² a jejím správním centrem byl Trenčín.

## Historický vývoj
Po vyhlášení Martinské deklarace dne 30. října 1918, kterou se Slovensko vydělilo z Uherska a přičlenilo k nově vzniklému Československu, zůstalo slovenské území dočasně rozdělené na administrativní celky vytvořené Uherskem. Jedním z těchto celků byla Trenčínská župa, která vznikla z původní uherské Trenčínské župy. V čele župy stál vládou jmenovaný župan, který disponoval všemi pravomocemi, zatímco samosprávná funkce župy byla potlačena.
Sídlo župy se nacházelo v Trenčíně.
Trenčínská župa existovala do 31. prosince 1922. K 1. lednu 1923 bylo na Slovensku vytvořeno nové župní zřízení, které bylo původně plánované pro celé Československo, nicméně realizováno bylo pouze právě na Slovensku.

## Geografie
Trenčínská župa se nacházela na severozápadním Slovensku, v okolí řeky Váh. Na východě hraničila s Oravskou župou, na jihovýchodě a jihu s Turčanskou a Nitranskou župou a na severozápadě s Moravou.

## Administrativní členění
V roce 1919 se Trenčínská župa členila na devět slúžňovských okresů (Bánovce, Čadca, Ilava, Kysucké Nové Mesto, Považská Bystrica, Púchov, Trenčín, Veľká Bytča a Žilina) a dvě města se zřízeným magistrátem (Trenčín a Žilina), která byla na úrovni okresů.